# Fußball-Ozeanienmeisterschaft der Frauen 2014
Die Fußball-Ozeanienmeisterschaft der Frauen 2014 (engl.: OFC Women's Nations Cup) war die zehnte Ausspielung einer ozeanischen Kontinentalmeisterschaft im Frauenfußball und fand in der Zeit vom 25. bis 29. Oktober 2014 im Kalabond Oval in Kokopo und damit zum dritten Mal in Papua-Neuguinea statt. Neben Gastgeber Papua-Neuguinea nahmen mit den Cookinseln, Titelverteidiger Neuseeland und Tonga vier der elf ozeanischen Mannschaften am Turnier teil. Gespielt wurde in einer Gruppe im Jeder-gegen-jeden-Modus.
Der Gruppensieger Neuseeland qualifizierte sich als Vertreter Ozeaniens für die Fußball-Weltmeisterschaft der Frauen 2015 in Kanada.

## Turnier
| Pl. | Land            | Sp. | S | U | N | Tore    | Diff. | Punkte |
| --- | --------------- | --- | - | - | - | ------- | ----- | ------ |
| 1.  | Neuseeland      | 3   | 3 | 0 | 0 | 030:000 | +30   | 09     |
| 2.  | Papua-Neuguinea | 3   | 2 | 0 | 1 | 007:400 | +3    | 06     |
| 3.  | Cookinseln      | 3   | 0 | 1 | 2 | 002:160 | −14   | 01     |
| 4.  | Tonga           | 3   | 0 | 1 | 2 | 001:200 | −19   | 01     |

|                                         |   |                 |            |
| 25. Oktober 2014 um 11:00 Uhr in Kokopo |   |                 |            |
| Papua-Neuguinea                         | – | Cookinseln      | 4:1 (3:0)  |
| 25. Oktober 2014 um 14:00 Uhr in Kokopo |   |                 |            |
| Neuseeland                              | – | Tonga           | 16:0 (7:0) |
| 27. Oktober 2014 um 11:00 Uhr in Kokopo |   |                 |            |
| Papua-Neuguinea                         | – | Neuseeland      | 0:3 (0:0)  |
| 27. Oktober 2014 um 14:00 Uhr in Kokopo |   |                 |            |
| Tonga                                   | – | Cookinseln      | 1:1 (0:0)  |
| 29. Oktober 2014 um 11:00 Uhr in Kokopo |   |                 |            |
| Tonga                                   | – | Papua-Neuguinea | 0:3 (0:2)  |
| 29. Oktober 2014 um 14:00 Uhr in Kokopo |   |                 |            |
| Cookinseln                              | – | Neuseeland      | 0:11 (0:6) |

## Schiedsrichter
- Tupou Patia
- Finau Vulivuli
- George Time
- Anio Amos

## Beste Torschützinnen
| Rang | Spielerin       | Tore |
| ---- | --------------- | ---- |
| 1    | Amber Hearn     | 7    |
| 2    | Helen Collins   | 5    |
| 3    | Meagen Gunemba  | 4    |
| 4    | Sarah Gregorius | 3    |
|      | Annalie Longo   | 3    |
|      | Rosie White     | 3    |

Zudem je fünf Spielerinnen mit zwei und mit einem Tor.